# Josef Ortschitt
Josef Ortschitt – wschodnioniemiecki konstruktor i kierowca wyścigowy.

## Kariera
Zadebiutował we Wschodnioniemieckiej Formule 3 w 1953 roku podczas rundy w Lipsku samochodem Weiser, którym Richard Weiser zdobył tytuł w 1950. Nie był jednak klasyfikowany na koniec sezonu. Wziął udział również w jednym wyścigu Niemieckiej Formuły 3, startując w Avusrennen.
W 1954 roku wystawił samochód własnej konstrukcji. Był to pojazd zbudowany w Eisenach, napędzany motocyklowym silnikiem BMW. Rok później Ortschitt zdobył pierwsze podium, zajmując trzecie miejsce w Dessau. W całym sezonie zajął trzecie miejsce w klasyfikacji ogólnej. Po 1955 roku zrezygnował z uczestnictwa we Wschodnioniemieckiej Formule 3.
Samochód Ortschitta przejął następnie Siegfried Seifert, który używał go w latach 1956–1958. Prawdopodobnie pod koniec 1959 roku model został zmodyfikowany do specyfikacji Formuły Junior, według przepisów której rozgrywano wyścigi w NRD od 1960.

## Wyniki we Wschodnioniemieckiej Formule 3
| Legenda oznaczeń w tabelach wyników Wyświetl szablon na nowej stronie | Legenda oznaczeń w tabelach wyników Wyświetl szablon na nowej stronie                                                                     |
| Oznaczenie                                                            | Wyjaśnienie |
| --------------------------------------------------------------------- | --- |
| Złoty                                                                 | Zwycięzca lub mistrzostwo |
| Srebrny                                                               | 2. miejsce lub wicemistrzostwo |
| Brązowy                                                               | 3. miejsce lub II wicemistrzostwo |
| Zielony                                                               | Ukończył, punktował (w klasyfikacji generalnej, gdy zdobył co najmniej jeden punkt na przestrzeni sezonu, poza trzema powyższymi opcjami) |
| Niebieski                                                             | Ukończył, nie punktował (w klasyfikacji generalnej, gdy nie zdobył co najmniej jednego punktu na przestrzeni sezonu)                      |
| Czerwony                                                              | Nie zakwalifikował się (NZ) |
| Czerwony                                                              | Nie prekwalifikował się (NPK) |
| Różowy                                                                | Nie ukończył (NU) |
| Różowy                                                                | Niesklasyfikowany (NS) (w klasyfikacji generalnej, gdy nie został sklasyfikowany w żadnym wyścigu sezonu)                                 |
| Czarny                                                                | Zdyskwalifikowany (DK) |
| Czarny                                                                | Wykluczony (WYK/EX) |
| Biały                                                                 | Nie wystartował (NW) |
| Biały                                                                 | Kontuzjowany (K/INJ) |
| Biały                                                                 | Wyścig odwołany (OD/C) |
| Bez koloru                                                            | Został wycofany (WYC/WD) |
| Bez koloru                                                            | Nie przybył (NP/DNA) |
| Bez koloru                                                            | Nie brał udziału w treningach (NT/DNP) |
| Bez koloru                                                            | Nie został zgłoszony (–) |
| Pogrubienie                                                           | Start z pole position |
| Kursywa                                                               | Najszybsze okrążenie wyścigu |
| †                                                                     | Nie ukończył, ale jego rezultat został zaliczony ze względu na przejechanie więcej niż 90% dystansu wyścigu.                              |
| *                                                                     | Sezon w trakcie |
| 1/2/3                                                                 | Punktowana pozycja w sprincie kwalifikacyjnym                                                                                             |
| Lista systemów punktacji Formuły 1                                    | |

| Rok  | Zespół             | Samochód          | Silnik | Wyniki w poszczególnych eliminacjach | Wyniki w poszczególnych eliminacjach | Wyniki w poszczególnych eliminacjach | Wyniki w poszczególnych eliminacjach | Wyniki w poszczególnych eliminacjach | Pkt. | Msc. |
| ---- | ------------------ | ----------------- | ------ | ------------------------------------ | ------------------------------------ | ------------------------------------ | ------------------------------------ | ------------------------------------ | ---- | ---- |
| 1953 |                    |                   |        |                                      |                                      |                                      |                                      |                                      | 0    | NS   |
| 1953 | BSG Motor Eisenach | Weiser Windsbraut | BMW    | ?                                    | ?                                    | ?                                    | ?                                    | ?                                    | 0    | NS   |
| 1954 |                    |                   |        |                                      |                                      |                                      |                                      |                                      | 0    | NS   |
| 1954 | BSG Motor Eisenach | Ortschitt         | BMW    | -                                    | -                                    | 6                                    | -                                    |                                      | 0    | NS   |
| 1955 |                    |                   |        |                                      |                                      |                                      |                                      |                                      | 7    | 3    |
| 1955 | BSG Motor Eisenach | Ortschitt         | BMW    | 3                                    | ?                                    | ?                                    | 6                                    |                                      | 7    | 3    |